# .net
.net je jedna z původních generických domén nejvyššího řádu. Domény se mohou registrovat přímo přes Verisign i přes akreditované registrátory. Je možné registrovat domény se znaky národních abeced, tzv. IDN.
V době svého vzniku byla doména určena pro síťově zaměřené subjekty, jako jsou například poskytovatelé internetu. Protože však nebyly stanoveny omezující podmínky na registraci, brzy se stala alternativou, pokud bylo doménové jméno v .com zabrané.
První vytvořenou stránkou s touto doménou je nordu.net.